# 圆斑小头蛇
圆斑小头蛇（学名：Oligodon lacroixi）为游蛇科小头蛇属的爬行动物。在中国大陆，分布于云南等地。该物种的模式产地在越南北部。

## 保护
本种于2023年被收录入《有重要生态、科学、社会价值的陆生野生动物名录》。